# 윤덕규
윤덕규(尹德奎, 1963년 2월 25일 ~ )은 전 KBO 리그 MBC 청룡, LG 트윈스, 태평양 돌핀스, 현대 유니콘스에서 활약했던 외야수이다. 별명은 초구의 사나이였다.

## 선수 경력
대광고등학교를 졸업하고 실업팀인 한국산업은행에서 뛰다가 1985년 MBC청룡에 입단해 프로생활을 시작하였다. 초구부터 스윙해 우중간을 가르는 안타는 그의 트레이드 마크였다. 세차례 3할타율을 기록하고, 1990년 한국시리즈 우승에 기여하였다. 
1992년 이광환감독이 LG트윈스에 부임하며 기존 MBC청룡 이미지를 지우겠다고 기존의 노장선수들을 정리하였고, 초구부터 스윙하는 타격 습관 탓인지 이광환이 1992년 LG 감독으로 부임한 뒤 주전 자리를 잃었고 같은 해 6월 30일 박준태와의 맞트레이드를 통해 태평양 유니폼을 입었으며 이 과정에서 이광환 감독이 팬들로부터 원성을 샀는데  이적 다음 날인 1992년 7월 1일  인천 LG전에서 연장 10회말 끝내기 안타를 친 뒤 LG 덕아웃을 향해 헬멧을 내동댕이쳐 간접적으로 이광환 감독에 대한 불만을 표출하기도 했다.
태평양 돌핀스로 이적하며 김경기, 김동기와 YKK포를 이루어 1994년 한국시리즈준우승에 기여하였고, 개인 첫 골든글러브를 수상하였다. 1996년 현대 유니콘스로 바뀌어서 다시 한번 한국시리즈 준우승에 기여하고 1997년 시즌후에 은퇴하였다.
```
1999년
 시즌 직전 재정난으로 선수가 부족해진 
쌍방울 레이더스
에서 선수로 계약을 시도하기도 했고 이에 본인(윤덕규)도 현역 복귀를 노려
[
3
]
  입단 직전까지 갔으나 선수 등록 기한을 넘겨 좌절됐다.
```

## 출신 학교
- 남창초등학교
- 수성중학교 -> 대광중학교
- 대광고등학교

## 기록
| 기록     | 날짜        | 소속   | 구장 | 상대팀 | 상대 투수 | 경기수 | 타석수 | 달성 당시 나이  | 기타        | 각주 |
| -------- | ----------- | ------ | ---- | ------ | --------- | ------ | ------ | --------------- | ----------- | ---- |
| 1000안타 | 1995. 7. 21 | 태평양 | 인천 | 쌍방울 |           | 1022   | 3843   | 32세 4개월 26일 | 역대 11번째 |      |